# Сергей Лавров
Сергей Викторович Лавров (на руски: Серге́й Ви́кторович Лавро́в) e роден на 21 март 1950 г. Той е руски дипломат, като от 2004 година е министър на външните работи на Руската федерация. Неговото назначаване на министерския пост в МВнР на Русия става с укази на двама руски президенти –  Владимир Путин през 2004 г. и 2012 г. и Дмитрий Медведев през 2008 г.
Лавров е съветски дипломат и посланик на Русия в ООН от 1994 до 2004 г. Освен руски, Лавров говори английски, френски и синхалски език.

## Ранен живот
Информацията за ранните му години е оскъдна. Според официални данни Лавров е роден в Москва на 21 март 1950 г. Баща му е арменец от Тбилиси, а майка му рускиня. Според неофициални източници той е роден в Тбилиси, като и двамата му родители са грузински арменци, a родът на баща му – Калантарови (Калантарян) е с корени в Нагорни Карабах. Лавров завършва гимназия със сребърен медал. Тъй като неговият любим предмет е бил физика, той е замислял да кандидатства или в Национален изследователски ядрен университет или в Московския физико-технически институт, но се записва в Московския държавен институт по международни отношения, дипломирайки се през 1972 г. Научава синхалски – официалният език на Шри Ланка, както и дивехи – официалният език на Малдивите, английски и френски език. По време на летните си ваканции Лавров работил в Хакасия, Тува и руския Далечен изток. Всеки семестър Лавров и колегите му изнасяли театрални представления, които по-късно били представени на главната сцена на университета. По време на третата си година в университета Лавров сключва брак.

## Кариера в Съветския съюз

### Дипломатическа кариера в Шри Ланка
Лавров се дипломира през 1972 г. Според правилата по това време всеки възпитаник на МДИМО (МГИМО на руски език) следва да работи за известен период в МВнР. Като специалист по Шри Ланка, Лавров е изпратен като съветник в Съветското посолство в страната. През май същата година бившият британски доминион се превръща в социалистическа република. По това време Съветският съюз и Шри Ланка имат близки търговски и икономически взаимоотношения и започват производство на гума. Съветското посолство в Шри Ланка също поддържа отношения с Малдивите. В посолството в Шри Ланка са работили 24 дипломата. На Лавров е дадена задачата да анализира ситуацията в страната. Той работи и като преводач и личен секретар и асистент на Рафик Нишонов. Лавров получава и дипломатически ранг аташе.

### Отдел за Международни икономически отношения и ООН
През 1976 г. Лавров се завръща в Москва, където работи като трети и втори секретар в отдела за международните организации към МВнР на СССР. Там се занимава с анализи и работа с различни международни организации, включително ООН. През 1981 г. е изпратен в мисията на СССР в ООН в Ню Йорк, където е последователно първи секретар, съветник и старши съветник. През 1988 г. Лавров се завръща в Москва и е назначен за заместник-началник на отдела за МИО на МВнР в СССР. От 1990 до 1992 г. той е началник на управлението за международните организации, а след това - директор на Департамента за международните организации и глобалните проблеми на Министерство на външните работи.

## Кариера в Русия
През октомври 1990 г., Андрей Козирев, който ръководи контрола на международните организации по това време е назначен за министър на външните работи на Руската Федерация. През тази година правомощията на съветското МВнР и това на Руската съветска федеративна социалистическа република са разпределени. Дотогава Руската съветска федеративна социалистическа република има само церемониална роля. През октомври 1991 г. се провежда среща на външните министри на всички съветски републики, освен на Грузия и Прибалтийските републики, където разглеждат въпроса със Съюзното министерство на външните работи. През ноември 1991 г. Държавният съвет решава да смени името на Съюзното министерство на външните работи с МВнР на Съветския съюз. През декември същата година МВнР на Съветския съюз става МВнР на Руската федерация. През 1992 г. Лавров е назначен за директор на отдела за Международни организации и световни проблеми в МВнР на Руската федерация. През април 1992 г. той е назначен за заместник-министър на външните работи. На Лавров е възложена задачата да наблюдава дейността на Управление на човешките права и международно културно сътрудничество и два отдела – за ОНД, международните организации и международното икономическо сътрудничество. Лавров работи в МВнР до 1994 г. когато отново поема задължения в ООН, този път като постоянен представител на Русия. По-късно става президент на СС на ООН през декември 1995 г., юни 1997 г., юли 1998 г., октомври 1999 г., декември 2000 г., април 2002 г. и юни 2003 г.

## Външен министър
На 9 март 2004 г. Президентът Владимир Путин назначава Лавров на поста министър на външните работи. Той наследява Игор Иванов. На 21 май 2012 г. Лавров е преназначен за външен министър на кабинета, ръководен от Дмитрий Медведев.
За Лавров се смята, че продължава стила на своя предшественик: блестящ дипломат, но по-скоро държавен служител, отколкото политик. Експерт по руска външна политика в лондонския Чатъм Хаус го описва като „твърд, надежден, изключително изтънчен дипломат“, но добавя, че „той не е част от вътрешния кръг на Путин“ и че повишаването на твърдостта на външната политика на Русия няма нищо общо с него.

## Личен живот
Лавров е женен и има дъщеря – Екатерина. Неговите хобита включват свирене на китара и писане на песни и поезия. Обича да спортува и често пуши цигари. Лавров обича да гледа футбол по телевизията и е фен на московския клуб „Спартак“, като участва и в аматьорския футбол. Сергей Лавров е член на Императорското православно палестинско общество.

## Отличия
- Почетен член на Императорско православно палестинско общество